# バンガイオー魂
『バンガイオー魂』（-スピリッツ）は2008年3月19日にESPから発売されたニンテンドーDS用アクションシューティングゲーム。開発元はトレジャー。
『爆裂無敵 バンガイオー』の続編に当たるが、キャラクターやゲームシステムなどかなり変更されている。特にストーリーは無いに等しく、「バンガイオーを操ってチュートリアル軍と戦う」というものとなっており、初期のパソコンソフトを彷彿とさせるピュアなゲーム性が強調されている。
オリジナルステージの作成能力を備える他、ステージデータやリプレイデータを音声情報に変換することでネットワークでの流通が可能となっている。これには実用的な側面もあるが、カセットテープに情報を記録していた8ビットパソコン時代へのオマージュとも言える。